# روبرت لوكاس (لاعب هوكي الجليد)
روبرت لوكاس (بالألمانية: Robert Lukas)‏ هو لاعب هوكي الجليد نمساوي، ولد في 29 أغسطس 1978 في فيينا في النمسا.

## وصلات خارجية
- روبرت لوكاس على موقع EliteProspects.com (الإنجليزية)
- روبرت لوكاس على موقع Eurohockey.com (الإنجليزية)
- روبرت لوكاس على موقع HockeyDB.com (الإنجليزية)
- روبرت لوكاس على موقع أوليمبيديا (الإنجليزية)